# Václav Jáchym Vrabec
Václav Jáchym Vrabec (též německy Wenzel Joachim Wrabetz, 18. srpna 1740 Český Brod – 15. prosince 1808 Praha) byl český lékař, odborný spisovatel a hudebník.

## Životopis
Narodil se v Českém Brodě ve středních Čechách do rodiny, která do města přišla po třicetileté válce. Díky pěveckému nadání byl v chlapeckém věku přijat do kláštera minoritů u sv. Jakuba jakožto zpěvák (altista, později tenorista), zároveň studoval gymnázium, dále obory filosofie a medicíny. Roku 1764 vstoupil do kláštera Milosrdných bratří, jako řeholník pak roku 1776 cestoval do Paříže na studijní pobyt oborů medicíny a hudby. Po dvacetiletém působení.z kláštera vystoupil z důvodu chronické nemocí. Roku 1782 získal titul doktora na univerzitě ve Freiburgu. Po zproštění řeholního slibu pojal roku 1785 za manželku El. Fiedlerovou.  
Působil jako fysik (lékař) Kouřimského kraje, bydlel v Praze. Na pražské univerzitě se pokoušel zavést přednášky odborného vzdělávání ošetřovatelů a ošetřovatelek, což se však nesetkalo s trvalejším úspěchem.
Byl též zdatným hudebníkem a hudebním skladatelem: mj. zkomponoval tři písně tématizujících nemoci lidského těla: práchnivělka, neduh plicní a neduh slezinný. Škole ve svém rodišti daroval mnoho hudebních nástrojů. Jeho podoba se dochovala díky mědirytině jeho někdejšího žáka K. Kynzla. Tiskem uveřejnil celou řadu odborných lékařských prací, týkajících se mj. chirurgických poznatků.
Zemřel 15. prosince 1808 v Praze ve věku 68 let. Patrně zde byl také pohřben.